# Craugastor chingopetaca
Craugastor chingopetaca é uma espécie de anfíbio anuro da família Craugastoridae. Está presente na Nicarágua. A UICN classificou-a como deficiente de dados.